# Savage Circus
Savage Circus är ett tyskt-/svenskt power metal-band som ursprungligen bildades som ett sidoprojektet med Thomen Stauch i spetsen, just innan han lämnade Blind Guardian.
Deras debutalbum, Dreamland Manor släpptes i augusti 2005.

## Medlemmar
Nuvarande medlemmar
- Thomen (Thomas Stauch) – trummor (2004–2006, 2012–?)
- Toto (Thorsten Hain) – gitarr (2012–?)
- Mi (Michael Schüren) – keyboard (2012–?)
- Axel Morgan – gitarr (2014–?)

Tidigare medlemmar
- Piet Sielck – rytmgitarr, bakgrundssång (2004–2011), basgitarr (2004–2006)
- Jens Carlsson – sång (2004–2014)
- Emil Norberg – sologitarr (2004–2014)
- Yenz Leonhardt – basgitarr (2006–2012)
- Mike Terrana – trummor (2007–2012)

Turnerande medlemmar
- Thomas Nack – trummor (2006–2007)

## Diskografi
Studioalbum
- Dreamland Manor (2005)
- Of Doom And Death (2009)

Singlar
- "Evil Eyes" / "Ghost Story" (Promo) (2005)

DVD
- Live in Atlanta (2007)